# Куцик, Пётр Алексеевич
Куцик Пётр Алексеевич (укр. Куцик Петро Олексійович) — украинский ученый-экономист, ректор Львовского торгово-экономического университета, доктор экономических наук (2020), профессор (2011), заслуженный деятель науки и техники Украины (2018).

## Биография
В 1990 г. окончил Львовский торгово-экономический институт по специальности «Бухгалтерский учёт и анализ хозяйственной деятельности», получив квалификацию экономиста. В 1993 г. — аспирантуру Львовского торгово-экономического института.
В 2001—2003 гг. — заместитель декана экономического факультета, в 2003—2005 гг. — заместитель директора по учебной работе Института экономики и финансов, в 2005—2007 — директор Института экономики и финансов Львовской коммерческой академии.
С 2007 по 2014 годы занимал должность первого проректора Львовской коммерческой академии, исполнял обязанности ректора академии после смерти ректора Ивана Копыча.

## Научная деятельность
Занимается изучением проблем стратегического управления затратами в системе контроллинга предприятия, методологии бухгалтерского учёта и внедрения интегрированной прогнозной финансовой отчетности на предприятиях Украины.
Опубликовал более 200 научных и научно-методических работ. Соавтор 15 учебных пособий и учебников, 16 монографий.
Под его научным руководством защищено 12 диссертаций на соискание ученой степени кандидата экономических наук.
Награждён нагрудным знаком Министерства образования и науки Украины «Отличник образования Украины» в 2007 г.; почетным трудовым отличием «Знак почета» Центрального союза потребительских обществ Украины (Укоопсоюза) в 2007 г.; Грамотой Министерства образования и науки, молодежи и спорта Украины в 2011 г.; Почетной грамотой Всеукраинского центрального союза потребительских обществ и ЦК Профсоюза работников потребительской кооперации Украины в 2016 г.